# 貢薩洛·蒙提爾
贡萨洛·阿列尔·蒙铁尔（西班牙語：Gonzalo Ariel Montiel；1997年1月1日—），阿根廷足球運動員，現效力於阿根廷足球甲级联赛球會河床，阿根廷國家足球隊成員，司職右後衛。

## 俱樂部生涯
蒙提爾出生於1997年，出自河床青訓，場上司職右邊後衛。2015年，蒙提爾正式升入河床一線隊。為河床效力的6年里，蒙提爾幫助球隊贏得2個南美解放者杯冠軍。
2021年8月14日，西甲球會西維爾官方宣佈，球隊正式從河床簽下阿根廷國腳蒙提爾，雙方簽約至2026年。

## 國家隊生涯
2021年美洲國家盃，蒙提爾所屬的阿根廷在與其他南美洲9隊比賽中脫穎而出並在決賽擊敗巴西奪得冠軍。他在整項賽事上陣4次，包括決賽。
2022年世界盃，蒙提爾入選阿根廷國家隊并随队闯入决赛对阵法国队。在加时赛最后时刻蒙提爾在禁区内手球导致阿根廷队被判罚点球，并由姆巴佩射入将比赛拖入互射十二码。但在点球大战中，蒙提爾在最后一轮出场射入制胜球完成自我救赎，最终帮助阿根廷隊獲得了世界盃冠軍。
2024年6月，蒙提爾入選阿根廷參加2024年美洲國家盃26人名單。

## 榮譽

### 球會
河床
- 阿根廷足球甲級聯賽冠軍：2021
- 阿根廷杯冠軍：2015–16、2016–17、2018–19
- 阿根廷超級盃冠軍：2017、2019
- 南美自由盃冠軍：2018
- 南美超級盃冠軍：2016[3]

塞維亞
- 歐霸盃冠軍：2022–23

### 國家隊
阿根廷
- 美洲國家盃冠軍：2021、2024
- 歐美超級杯冠軍：2022
- 世界盃冠軍：2022